# Maurice Thorez

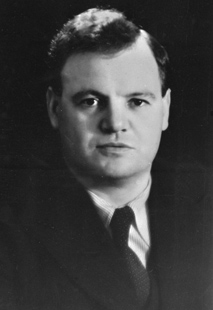
Maurice Thorez 1936.

Maurice Thorez, född 28 april 1900 i Noyelles-Godault, död 11 juli 1964 på Svarta havet, var en fransk kommunistisk politiker och generalsekreterare i Franska kommunistpartiet 1930–1964.

## Biografi
Thorez var en av grundarna av Franska kommunistpartiet 1920 och gjorde trots sin unga ålder snabb karriär inom partiet. 1923 blev han  partisekreterare och 1930 valdes han till partiets generalsekreterare, en post han innehade fram till sin död. Under hans ledning växte kommunistpartiet till att bli Frankrikes största parti sett till antalet medlemmar under det tidiga 1930-talet och ett av de största kommunistpartierna i västeuropa med över en miljon medlemmar. Han tog även kommunistpartiet in i regeringsmakten och både stödde och satt i flera vänsterregeringar ledda av franska socialistpartiet, en så kallad Folkfront. 
Som generalsekreterare kännetecknades Thorez dels av sin orubbliga lojalitet mot Sovjetunionen, men framför allt mot Stalin och stalinismen. Bland annat stödde han Stalins utrensningar och Moskvarättegångarna. Under efterkrigstiden tog han kommunistpartiet i en mer konservativ riktning och tog aktivt avstånd från både  avstaliniseringen och Chrusjtjovs fördömande av Stalin 1956. Han stödde officiellt Sovjetunionens intervention i arbetarupproret i Östtyskland 1953 och Ungernrevolten 1956 vilket ledde till stor kontrovers och splittring inom partiet och att många medlemmar lämnade kommunistpartiet. Han avled under en kryssning i Svarta havet 1964.
Staden Torez (Tjystiakove) i Ukraina var uppkallad efter honom mellan 1964 och 2016.